# Viking (jeu télévisé)
Pour les articles homonymes, voir Viking (homonymie).
Viking, l'ultime course d'obstacles (海筋肉王 ～バイキング～, Umi Kin'niku Ō ~Baikingu~, litt. Le roi du muscle de la mer ~ Viking ~), ou tout simplement Viking, est un jeu télévisé japonais, produit par Fuji TV et Monster9. En France, il était diffusé sur JET avant la fermeture de la chaîne, commenté par Jean-Pascal Lacoste et Frédérique Bangué, sur Eurosport 2 et sur W9.

## Principe
Le principe du jeu est d'aller jusqu'au bout d'un parcours d'obstacles géant, testant la force physique et mentale d'une cinquantaine de candidats par émission. Certaines émissions font parcourir les épreuves par deux (typiquement membres d'une même famille).
Chaque candidat (ou groupe de candidats) réussissant une étape dans le délai imparti gagne le droit de passer à l'étape  suivante. Il y a quatre différentes étapes : Marine, Aventure, Fantasy et enfin Final Viking.